# エアポート・エクスプレス (バンコク)

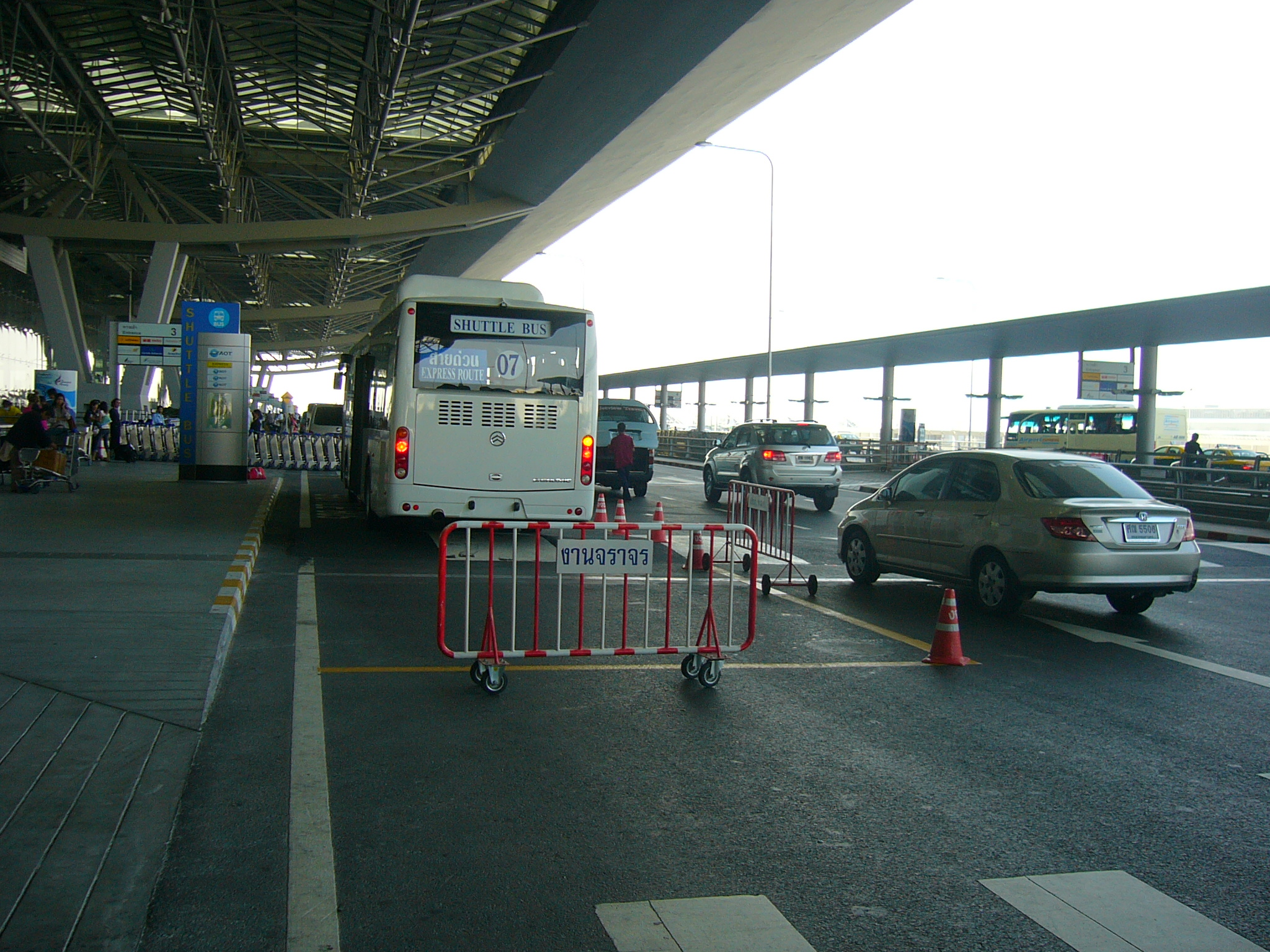
スワンナプーム国際空港構内。画面右側の歩道の外側をエアポート・エクスプレス車両が走行中。中央は空港ターミナルビルと別棟の交通ターミナルを結ぶシャトルバス。

エアポート・エクスプレス（Airport Express）は、タイ王国の首都バンコクと、近郊にあるスワンナプーム国際空港との間で運行されていた空港連絡バスである。

## 概要
2006年9月、スワンナプーム国際空港の開港に伴い、運行を開始。同空港にはエアポート・レール・リンクの開通まで軌道系の接続交通機関がなく、タクシーや一般路線バスとともにバンコク中心部との間の旅客輸送を担っていた。最盛期には4系統が高速道路経由で運行されていた。
2010年8月23日のエアポート・レール・リンクの正式開業後も運行を継続していたが、利用は低迷し、2011年5月31日限りで廃止となった。

## 路線・運賃
- 以下の4系統が運行されていた[2]。
  - AE1 空港ターミナル ～ シーロム
  - AE2 空港ターミナル ～ バンランプー （カオサン通り）
  - AE3 空港ターミナル ～ ワイヤレス通り （スクムウィット通り経由）
  - AE4 空港ターミナル ～ フワランポーン駅
- 30～60分間隔で運行（AE4のみは時間帯により2時間近く間隔が空くこともあった）。運行時間は6:00～24:00であった。
- 運賃は150B均一。
- 空港ターミナルビル1階に発着。一般路線バス（別棟の交通ターミナルに発着）と異なり空港旅客ターミナルビルへの乗り入れであった。乗り場近くにはチケットカウンターを設置し、案内係員も配置していた。バンコク都内側でも、カオサン通りなどの停留所にチケットカウンターを設けていた。
- バンコク大量輸送公社（BMTA）の管轄路線だが、直営ではなく民営路線であり、運行業務はトンブリ・バス・サービス社（本業はバス車体架装メーカー）が行っていた。

## 車両
- クリーム色地に、車体裾部に水色の帯を巻いたデザインの冷房付き専用車両を使用[1][2]。車種はメルセデス・ベンツなど。日本での大型車及び中型車相当の車両が使用されていた。車体形状にもバリエーションがあり、日本での標準床クラス、ハイデッカークラス及びスーパーハイデッカークラスの各車種に相当する仕様の車両があった。
- 乗降口は車両中央部にあり[1][2]（但し、スーパーハイデッカー車両のみは最前部にも扉のある前中扉仕様[3]）、その近くの車内に手荷物置き場を設置していた。
- 運転士と添乗員の2名が乗務。